# Plectrohyla thorectes
Plectrohyla thorectes är en groddjursart som först beskrevs av Adler 1965.  Plectrohyla thorectes ingår i släktet Plectrohyla och familjen lövgrodor. IUCN kategoriserar arten globalt som akut hotad. Inga underarter finns listade i Catalogue of Life.